# Hans Buntkirchen
Hans Buntkirchen (* 5. August 1867 in Münster; † 1935) war ein deutscher Post- und Ministerialbeamter.

## Leben
Hans Buntkirchen wurde 1894 zur Probe als Postsekretär mit einer Bürobeamtenstelle I. Klasse bei der Ober-Postdirektion in Halle versehen. Am 28. September 1894 bestand er die höhere Verwaltungsprüfung.
1903 wurde er als Ober-Postinspektor von Stettin nach Berlin versetzt und war 1906 weiterhin bei der Ober-Postdirektion in Berlin. 1907 war er bei der Ober-Postdirektion Berlin mit der Verwaltung der Vorsteherstelle für das selbstständige nicht etatmäßige Telegraphenbauamt beauftragt. In der Ober-Postdirektion Berlin wurde er 1909 Postrat und war gegen 1918 Geheimer Postrat. Bis 1920 arbeitete er in der Abteilung V (Funkabteilung) im Reichspostministerium unter dem Rundfunkpionier Hans Bredow.
1920 wurde er Ministerialrat und Leiter der Funkabteilung. Von 1924 bis 1931 war er hier Ministerialdirektor der Abteilung IV (Personalwesen). Er war an führenden Stellen, u. a. gemeinsam mit Heinrich Giesecke, an Entwicklung und Aufbau des Deutschen Rundfunks beteiligt.
Der ehemalige Präsident der Ober-Postdirektion Berlin, Paul Gerbeth, wurde nach der Pensionierung Buntkirchens sein Nachfolger.
Buntkirchen war Mitglied des Verwaltungsrates der Reichs-Rundfunk-Gesellschaft und Mitglied des Akademischen Ausschusses der Deutschen Vereinigung für Staatswissenschaftliche Fortbildung.

## Werke (Auswahl)
- gemeinsam mit Heinrich Giesecke: Zur Entwicklungsgeschichte des deutschen Rundfunks. In: Rundfunk-Jahrbuch, 1933, Berlin, S. 19–24.